# 盧卡什夫卡 (利京區)
49°16′35″N 28°15′34″E / 49.27639°N 28.25944°E
盧卡什夫卡（烏克蘭語：Лукашівка），是烏克蘭的村落，位於該國西南部文尼察州，由文尼察區負責管轄，面積0.16平方公里，海拔高度274米，2001年人口672，人口密度每平方公里4,173.91人。